# Данилов, Григорий Трофимович
Григорий Трофимович Данилов (1901—1946) — генерал-майор Советской Армии, участник Гражданской, советско-польской и Великой Отечественной войн.

## Биография
Григорий Данилов родился в 1901 году. В апреле 1918 года добровольно пошёл на службу в Рабоче-крестьянскую Красную армию. Участвовал в боях Гражданской и советско-польской войн.
Окончил Военную академию РККА имени М. В. Фрунзе (1938). С февраля 1939 года служил заместителем начальника штаба Забайкальского военного округа.
В первые годы Великой Отечественной войны, с 27 июля 1941 года, Данилов служил начальником штаба 36-й армии в Забайкалье. Во время Великой Отечественной войны в действующую армию был направлен лишь в сентябре 1944 года на должность начальника штаба 14-го гвардейского стрелкового корпуса.

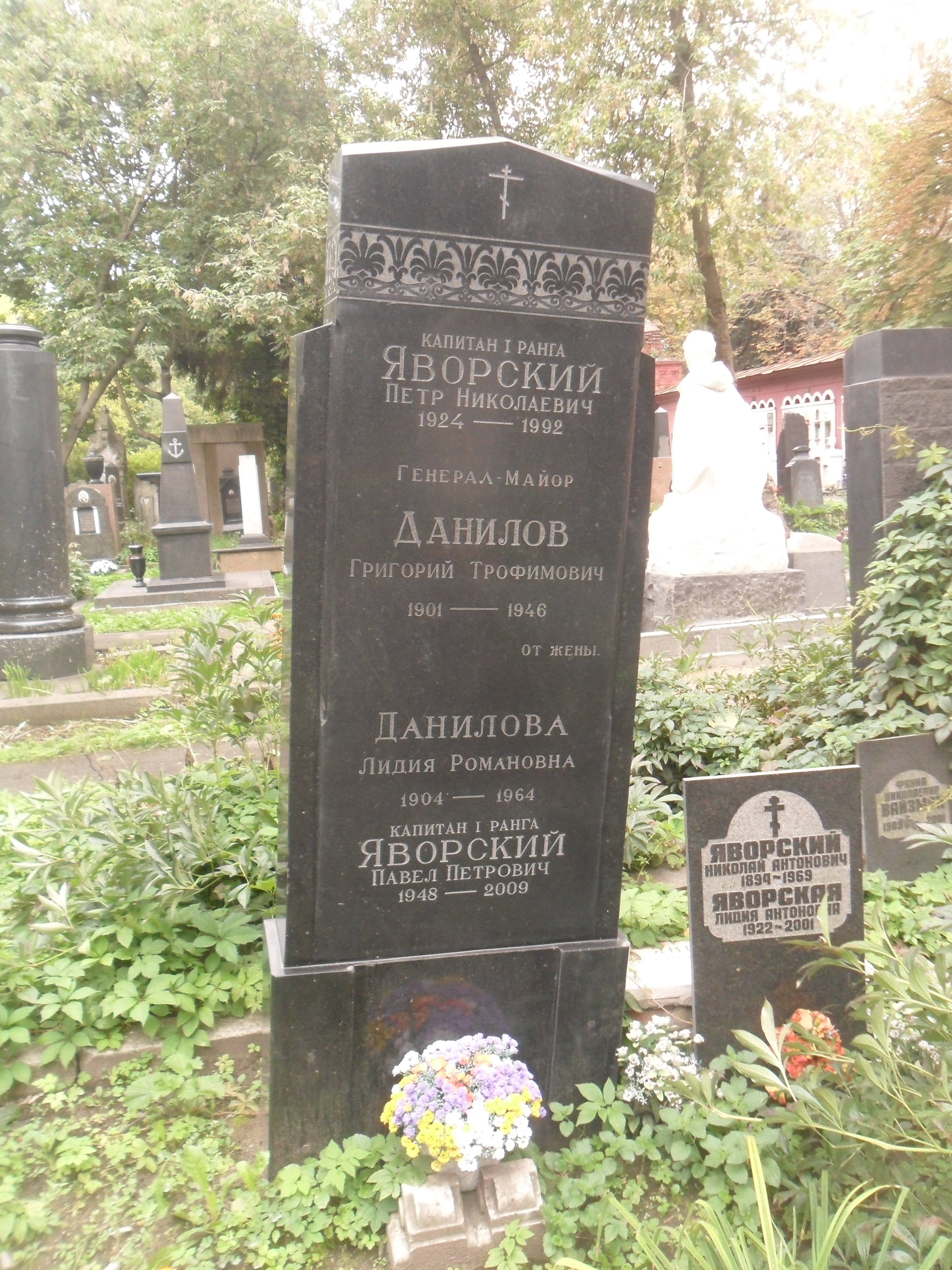
Могила Данилова на Новодевичьем кладбище Москвы.

Скончался в 1946 году, похоронен на Новодевичьем кладбище Москвы.
Был награждён орденами Ленина (21.02.1945), Красного Знамени (3.11.1944) и двумя Отечественной войны 1-й степени (9.12.1944; 29.06.1945), рядом медалей.

## Воинские звания
- капитан (30.12.1935)
- майор (22.02.1938)
- полковник (21.02.1939)
- комбриг (4.11.1939)
- генерал-майор (11.02.1942)[2]